# Туфановка
Туфановка (каз. Туфанов) — упразднённое село в Камыстинском районе Костанайской области Казахстана. Входило в состав Жаилминского сельского округа. Находится примерно в 38 км к юго-юго-западу (SSW) от районного центра, села Камысты. Код КАТО — 394847105. Ликвидировано в 2009 году.

## Население
В 1999 году население села составляло 33 человека (18 мужчин и 15 женщин). По данным переписи 2009 года в селе проживали 2 женщины.